# D (computerspel)
D (Japans: Dの食卓, Dī no Shokutaku) is een survival horror/puzzel-computerspel ontwikkeld door WARP en gepubliceerd door Acclaim Entertainment. Het is het eerste computerspel uitgebracht door het bedrijf. Het heeft 3D CGI, en introduceert het hoofdpersonage van alle latere WARP-spellen, Laura Harris.
WARP begon productie in 1994 voor de 3DO. Hoewel ze alleen maar drie Amiga-computers gebruikten, had het spel indrukwekkende graphics voor die tijd. Het verkocht goed in Japan, maar slecht in de Verenigde Staten. Acclaim portte het spel naar de Sega Saturn, PlayStation en Windows. 
Er is een zeldzame editie van D genaamd D's Diner Director's Cut. Het had nooit geziene gameplay, achtergrondinformatie over de familie en een mini-cd met Kenji Eno's soundtrack.

## Verhaal
Het spel begint wanneer Laura Harris gecontacteerd wordt door de politie die zeiden dat haar vader, Dr. Richter Harris een massamoordenaar geworden is en zichzelf in een hospitaal heeft opgesloten. Panikerend gaat Laura naar het hospitaal om uit te zoeken waarom een gerespecteerde dokter moorden begint te plegen. Wanneer ze binnengaat is ze verontrust door de verminkte lijken die in de donkere hallen van het hospitaal liggen. Ze beweegt langzaam vooruit wanneer ze door iets wordt genomen naar een onbekend duister kasteel.
Onwillig om op te geven, gaat ze verder door de duistere, benauwelijke hal. Terwijl ze haar vader probeert te vinden ervaart ze een serie van flashbacks van haar moeder die dood wordt gestoken. Laura's vader (die de vorm aanneemt van een geest) wil dat ze vertrekt omdat als ze hier te lang blijft ze vast zal zitten in deze alternatieve realiteit. Hij waarschuwt haar dat hij een monster gaat worden en haar uiteindelijk zal proberen te vermoorden.
Ongeacht deze waarschuwing gaat Laura verder om haar vader te vinden. Woedend vertelt de vader haar een verontrustend verhaal over hun familie. Wanneer zijn transformatie begint, moet Laura een keuze maken, vermoorden of vermoord worden.

## Ontvangst
| Beoordeeld door                 | Platform    | Datum            | Score |
| ------------------------------- | ----------- | ---------------- | ----- |
| GameFan Magazine                | 3DO         | november 1995    | 92%   |
| GamePro (USA)                   | SEGA Saturn | april 1996       | 80%   |
| GamePro (USA)                   | PlayStation | juni 1996        | 80%   |
| Electronic Gaming Monthly (EGM) | SEGA Saturn | april 1996       | 80%   |
| neXGam                          | SEGA Saturn | 2006             | 73%   |
| PSX Nation                      | PlayStation | 31 oktober 2002  | 70%   |
| Mega Fun                        | SEGA Saturn | mei 1996         | 67%   |
| Jeuxvideo.com                   | PlayStation | 14 augustus 2010 | 55%   |
| PC Games (Duitsland)            | DOS         | april 1996       | 44%   |
| PC Player (Duitsland)           | DOS         | mei 1996         | 20%   |